# Орловский кремль
Орловский кремль — деревянная крепость, заложенная осенью 1566 года по указу царя Ивана Грозного у места впадения речки Орлик (в то время Орёл) в Оку. Основным предназначением крепости была защита от регулярных крымско-ногайских набегов, которые терзали Русское государство с южного направления.
Как показывают археологические раскопки 2021 года, уже в XI веке на городище Орла находился важный торговый и административный центр Черниговского княжества, стоявший на международных путях. Находки включают монету середины XI века из Северной Германии, вислую княжескую печать с надписью «Дьне слово», гирьку от весов приблизительно XI века и нательный крестик XII—XIV веков. Упадок города, как и большинства соседних городов, скорее всего, связан с Батыевым нашествием.
Одновременно с заложением крепости в 1566 году начали строить храм Рождества Пресвятой Богородицы. В 1571 году мимо Орла на Москву прошло войско крымского хана Девлет-Гирея. В 1572 году город Орел по указу царя Ивана Грозного был укреплен "более прежнего". Предположительно в это время были построены стены, башни и ворота Большого острога (третий ряд стен).  Разрушения ждали его в Смутное время. В 1611 году он был вновь разорён, а в 1615 году почти полностью сожжён во время рейда Лисовского. Крепость простояла в разрушенном состоянии около 20 лет и была восстановлена в 1636 году воеводой Борисом Колтовским. Тогда же был воссоздан Рождественский собор.
Новый дубовый кремль обладал 13 башнями, четыре из которых были проездными. Близ кремля располагался окольный город, окружённый земляным валом с башнями, тыном и надолбами. В Орловском кремле находились воеводский двор, храм, приказная изба, казённый погреб, амбары и житницы. Крепость успешно отразила несколько набегов. После того, как граница государства сдвинулась на юг, Орловский кремль утратил оборонительное значение, обветшал и в начале XVIII века был разобран.
В наше время у стрелки Оки и Орлика расположена памятная стела, вокруг которой разбит мемориальный сквер «Стрелка» с мостиком через Орлик. Неподалёку от них находится православный Богоявленский собор и памятный камень «Детинец».